# Childress (Texas)
Childress település az Amerikai Egyesült Államok Texas államában, Childress megyében, melynek megyeszékhelye is. Lakosainak száma 5737 fő (2020. április 1.).

## Népesség
A település népességének változása:

| 2010 | 6 105 |
| 2020 | 5 737 |